# 胡克爾海姆巴赫河

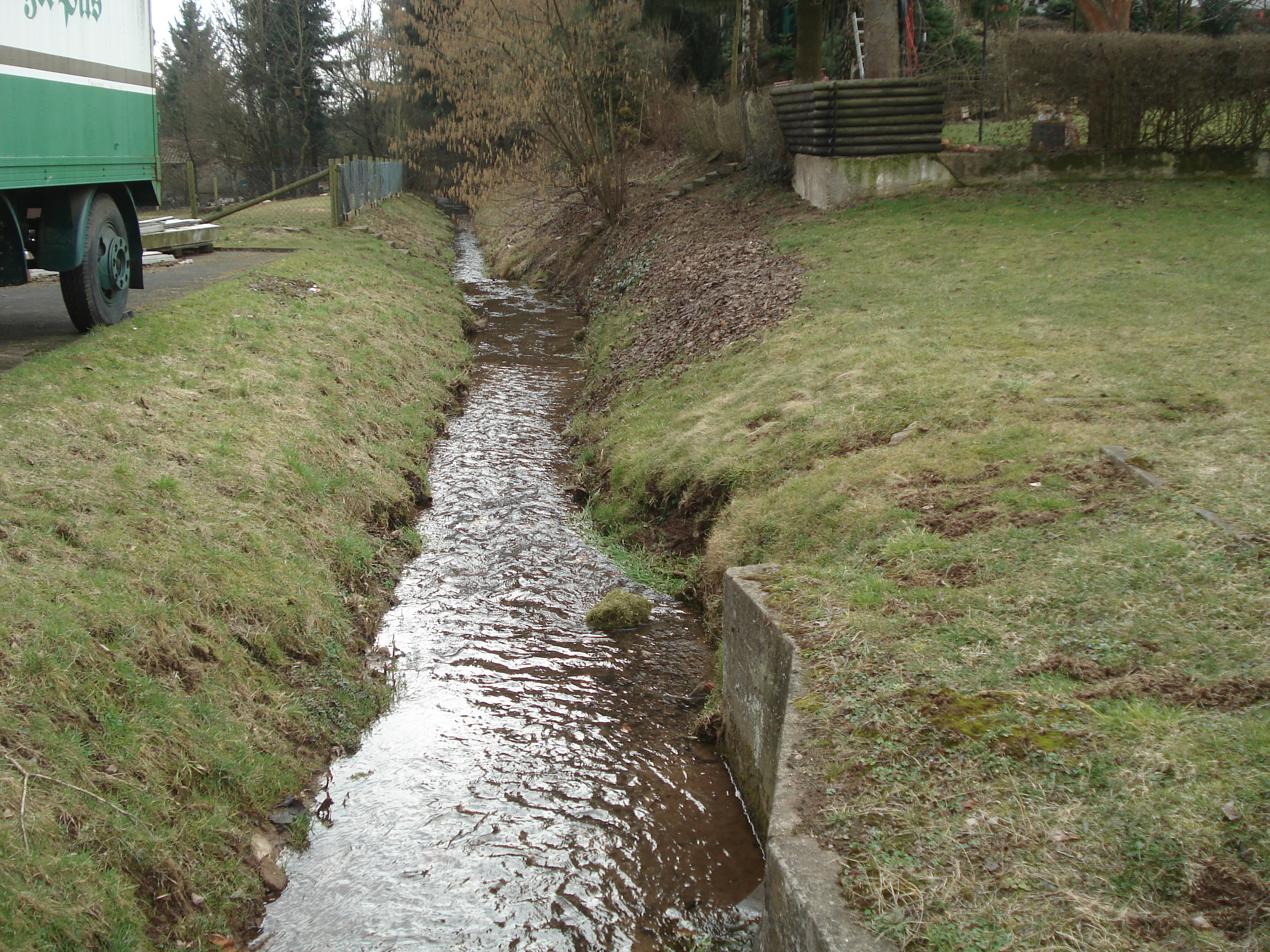

50°7′39″N 9°14′27″E / 50.12750°N 9.24083°E
胡克爾海姆巴赫河（德語：Huckelheimer Bach），是德國的河流，位於該國東南部，由巴伐利亞負責管轄，屬於韋斯特巴赫河的右支流，河道全長1.5公里，流域面積2.8平方公里。